# Terme romane di Varna

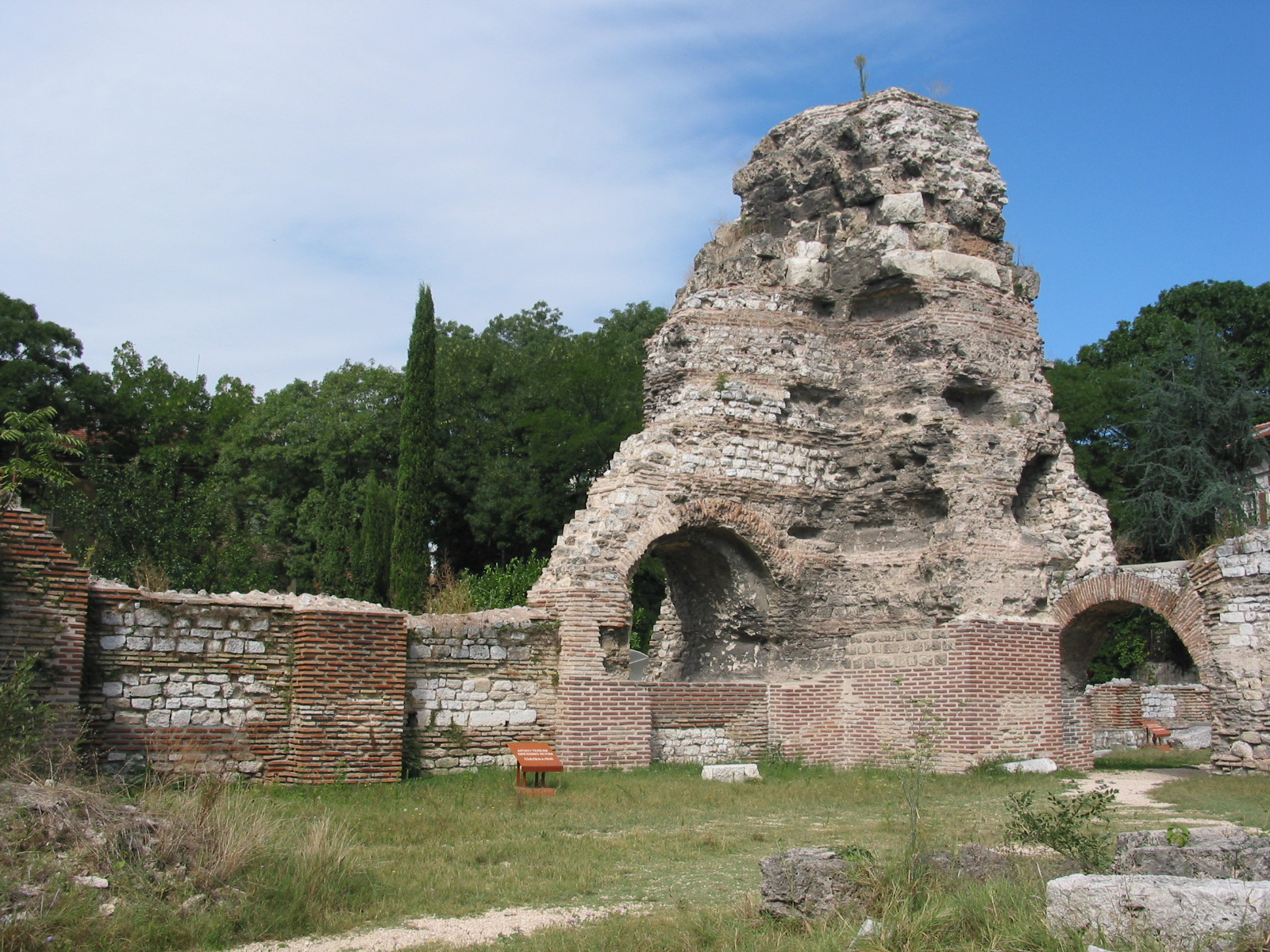
Rovine delle terme romane a Varna, Bulgaria

Le terme romane di Varna (in bulgaro Римски терми?, Rimski termi) sono un complesso di bagni (terme) dell'antica Roma nel porto del Mar Nero di Varna nel nord est della Bulgaria.
Le Terme romane sono situate nella parte sud est della città, che sotto l'impero romano era conosciuta come Odessus. Sono state costruite nel II secolo d.C. e sono considerate le quarte più grandi terme romane in Europa e le più grandi dei Balcani.

## Storia
L'antica Varna fu prima un insediamento della Tracia e poi un'antica colonia greca. Divenne parte dell'impero romano nel 15 d.C. e fu assegnata alla provincia della Mesia con un certo grado di autonomia locale. Le terme romane di Varna furono costruite verso la fine del secondo secolo e rimasero in uso per circa cento anni, fino alla fine del III secolo. Le monete dell'imperatore romano Settimio Severo (193-211) sono state scoperte tra le rovine del luogo. Molto più tardi, nel XIV secolo, le rovine delle terme romane furono sede di botteghe artigiane.
Le rovine furono inizialmente riconosciute scientificamente come un oggetto antico nel 1906 dal ricercatore austro-ungarico E. Kalinka. Il sito è stato ulteriormente studiato dai fratelli archeologi ceco-bulgari Karel e Hermann Škorpil. Altre parti delle rovine furono scoperte tra il 1959 e il 1971 da una squadra diretta da M. Mirchev. Nell'agosto 2013, il comune di Varna ha ordinato un urgente progetto di riconservazione per le Terme romane del valore di 125.000 lev.

## Disposizione
I resti delle terme romane si trovano nella parte sud-orientale della moderna Varna, all'incrocio tra via San Stefano e via Han Krum. Hanno una superficie di circa 7.000 m² (75.000 ft²), con le volte che raggiungono un'altezza di 20-22 m (66-72 piedi). Per area, le terme romane di Varna sono le quarte più grandi tra le terme conservate in Europa, dietro le Terme di Caracalla e Terme di Diocleziano nella capitale imperiale di Roma e le terme di Treviri. Le terme sono le più grandi nella regione dei Balcani e il più grande edificio antico sopravvissuto in quella che oggi è la Bulgaria.
Le terme romane di Varna presentano l'intera gamma di servizi tra cui un apodyterium (spogliatoio), un frigidarium (piscina fredda), un tepidarium (piscina calda) e un caldarium (piscina calda) e una palaestra (uno spazio con funzioni atletiche). Il riscaldamento era garantito mediante un ipocausto, un sistema di riscaldamento del pavimento attraverso tubi.